# El conde de Montecristo (película de 1934)
El Conde de Montecristo es una película estadounidense de 1934, dirigida por Rowland V. Lee, protagonizada por Robert Donat en el papel principal de Edmond Dantès/Conde de Montecristo. Basada en la novela de Alexandre Dumas El conde de Montecristo.

## Resumen de la trama
La película comienza con la muerte del capitán del barco en el regreso de Edmond Dantès a Marsella a este último se le encomiendará en la última voluntad de su capitán que entregue una carta en la ciudad.
Durante la fiesta de compromiso de Edmond con Mercedes será detenido siendo acusado de conspirar contra la corona ya que la carta era de Napoleón para sus partidarios en Francia.
Aprovechando esto el contador del barco en el que era segundo de a bordo Dantès, Danglars, junto al primo de Mercédès, Fernand Mondego, testifican contra él en presencia del procurador de real Gerard de Villefort, el cual es hijo del contacto al que Edmond tenía que entregarle la carta. 
Villefort manda encarcelar a Dantès en el castillo de If sin juicio para evitar que se pueda descubrir la conexión de su padre en la trama.
Dentro del castillo Dantès conocerá al Abate Faria, con el cual comenzará a trazar un plan para escapar de su cautiverio pero por desgracia el Abate morirá antes de conseguirlo no sin antes desvelarle a Dantès donde se encuentra oculta la fortuna de la familia Espadas.
Tras escapar y unirse a un grupo de piratas Dantès comenzará a trazar sus planes de venganza contra los que lo encarcelaron.
En una artimaña para acercarse al grupo que lo traicionó, Dantès se hace amigo bajo la personalidad del Conde de Montecristo del hijo de Mondego y Mercédès que dan por muerto a Dantès.
A cada uno de sus enemigos los derrotará con las mismas armas que usaron en el pasado, a Mondego con el halago, acercándose a él y destapando su traición a la corona durante la caída del sultán Alí Pachá, a Danglars con el dinero, haciendo que lo pierda todo y a Villefort con la ley, consiguiendo que lo juzguen por traición.

## Premios
National Board of Review
| Año  | Reconocimiento              | Resultado |
| ---- | --------------------------- | --------- |
| 1934 | Diez mejores filmes del año | Incluida  |

## Curiosidades
En la película de 2005 V de Vendetta, esta es la película que ve Evey con V.